# Trillian
Trillian – darmowy multikomunikator wieloplatformowy, dostępny na licencji freeware. Umożliwia pogawędki na kanałach IRC, z użytkownikami programów AIM, ICQ, Windows Live Messenger, Skype, Google Talk, MySpaceIM, Bonjour oraz Yahoo! Messenger, a także serwisów społecznościowych Twitter, Facebook. Oferuje funkcje typowe dla tego rodzaju aplikacji: książkę kontaktową, alerty o obecności znajomych, skórki, graficzne emotikony itp. 
Program obsługuje dodatkowe wtyczki, można go dostosowywać do własnych potrzeb oraz prowadzić audio i wideo konferencje.